# TiHKAL
《TiHKAL：延续》（英語：TIHKAL: The Continuation）是美国化学家亚历山大·舒尔金与妻子安·舒尔金合著的图书，1997年出版，介绍了许多色胺衍生物类精神药物。